# 21640 Petekirkland
21640 Petekirkland este un asteroid din centura principală de asteroizi.

## Descriere
21640 Petekirkland este un asteroid din centura principală de asteroizi. A fost descoperit pe 14 iulie 1999 la Socorro, New Mexico, în cadrul proiectului LINEAR. Asteroidul prezintă o orbită caracterizată de o semiaxă mare de 2,28 ua, o excentricitate de 0,18 și o înclinație de 5,8° în raport cu ecliptica.